# 우슈

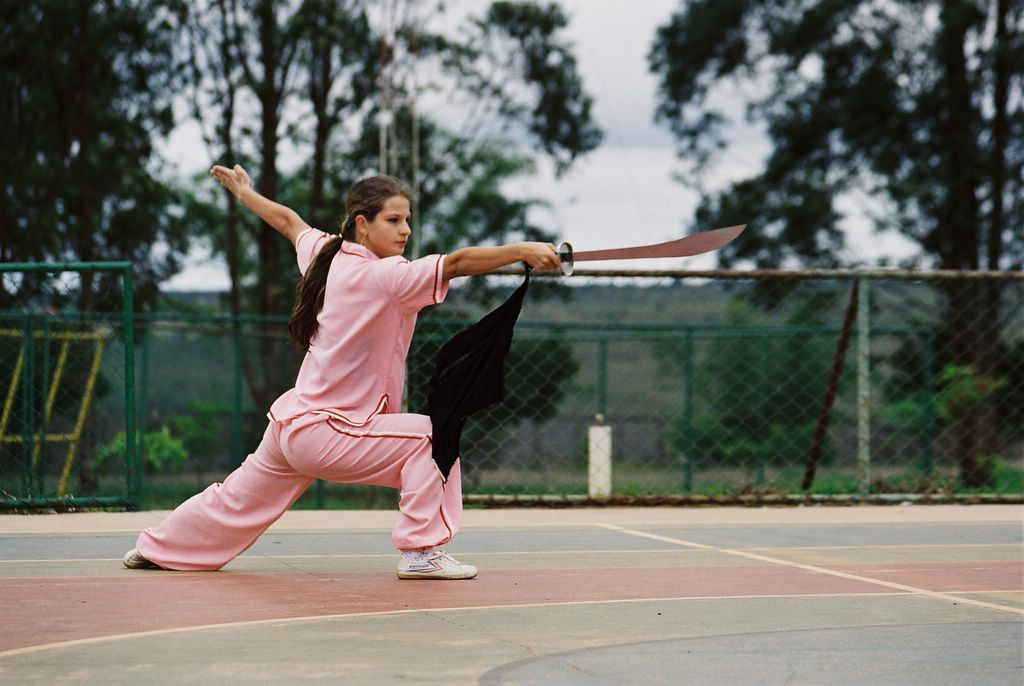
우슈를 하는 모습

우슈(중국어: 武术)는 중국의 전통 무술로, 우슈란 무술의 중국 발음이다.
중국 선종의 시조 달마선사가 고대 인도의 무술을 응용하여 소림사에서 9년 동안이나 참선 후 승려들의 신체단련을 목적으로 발전시킨 쿵후를 현대적으로 표현하는 경기이다. 오늘날 공식 경기에서는 태권도처럼 두 선수가 맞붙어 기량을 겨루는 종목이 아니라 혼자서 무술이 지닌 예술적인 아름다움을 보여주는 종목이며, 최근에는 실전성을 위해 산타라는 대련 경기도 일부 운영되고 있다. 대한우슈협회에서 소개가 되고있는 우슈는 자아의 생존 방위 혹은 종족유지를 위한 인간 자연본능에서 출발하였다.
기원과 관계되는 문헌은 후한(後漢)의 반고(班固 - 기원전 32~92)가 지은 한서 백권 중에 수박육편(手搏六編)으로 가장 오래된 무예서라고 소개가 되고있다.
대한민국에는 광복 후 전국 각처에서 우슈 수련장이 문을 열었으며, 1980년대에는 각종 경기단체가 생겨났다. 1990년 베이징 아시아 경기 대회 때 정식종목으로 채택되었으며, 1994년 히로시마 아시아 경기 대회에서는 태극권(太極拳), 남권(南拳), 장권(長拳)으로 나뉘어 남녀 도합 6개의 금메달을 놓고 기량을 겨루었다.

## 경기 종류 및 방법
남자는 도(刀)·곤(棍)·술(術)을 포함한 장권(長拳)과 남권·태극권, 여자는 검(劒)·창(槍)술을 포함한 장권과 남권·태극권 등이 있다.

### 장권 (正字：長拳，简字：长拳)
소림권 (少林拳)과 같은 중국 북방무술에 기원을 두고 현대화 된 우슈 경기용 권법이다. 화려하고, 빠르며, 동작이 크고, 발차기동작과 고난이도 동작이 많다.

### 남권 (正字，简字：南拳)
홍가권 (洪家拳)과 같은 중국 남방무술에 기원을 두고 현대화 된 우슈 경기용 권법이다. 양쪽 다리에 힘을 모아 양팔을 힘차게 쓰며 기합을 지르는 게 특징이다. 크고 절도 있는 동작이 필요하다. 손동작을 많이 사용하는 것이 특징이다.

### 태극권 (正字：太極拳，简字: 太极拳)
전통태극권 유파 (진ᆞ양ᆞ손ᆞ무ᆞ오)에 기원을 두고 있다. 태극권 특유의 부드러움을 강조하는 것이 특징이다. 경기용 투로와 간화투로들은 주로 양식태극권(杨式太极拳)과 진식태극권(陈式太极拳)으로 나뉜다

### 팔극권(八极拳)
팔극권은 애, 방, 제, 고 등 밀착공격동작을 주요내용으로 하는 단타 유형의 권술이다. 발력이 맹렬하며 진각과 틈보로 발력을 돕는다.

### 소림권(少林拳)
소림권에는 대홍권,소홍권,포권,매화권,칠성권,나한권 등을 포함하며,현재 숭산의 소림사에서 전수되는 권술로 그 특징은 곧장 갔다가 곧장 돌아오는 것,가세 작고 치밀한 것,권을 낼 때는 팔을 구부린 듯 편듯하게 하는 것,곧은 듯 곧지 않은 듯이 하는 것,강건한 힘이 있는 것,발성수세하는 것 등이다.

## 대한 우슈 협회

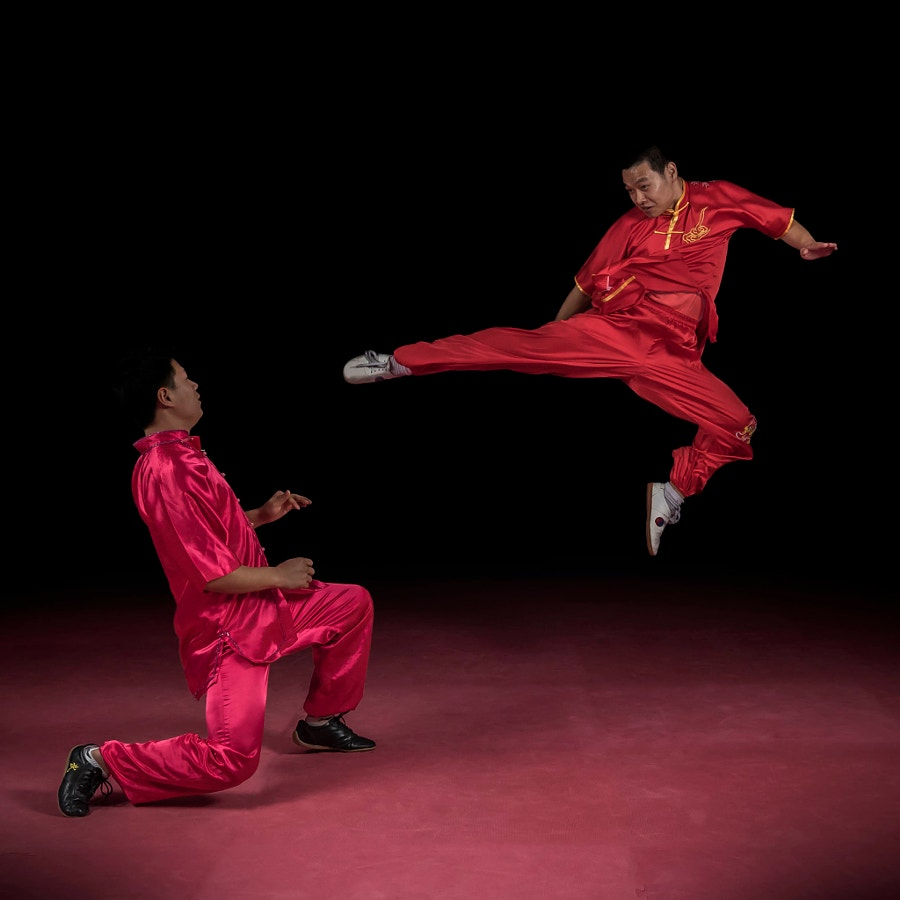
우슈

대한 우슈 협회란 우슈의 발전과 보급을 위한 사단법인으로 우슈의 종류, 규칙,대회,교육 등의 정보를 제공하고 있는 대한민국의 우슈 협회이다.
이 곳에서 우슈의 운동의 작용,운동방법에 대한 유래를 살펴 볼 수 있고,대한민국 국가대표 선수들을 살펴 볼 수있다.

## 같이 보기
- 쿵후

## 참고 문헌
대한 우슈 협회.
1. ↑  대한우슈협회